# Ерл Бельфур
Ерл Фредерік Бельфур (англ. Earl Frederick "Spider" Balfour, нар. 4 січня 1933, Торонто) — канадський хокеїст, що грав на позиції лівого нападника.
Володар Кубка Стенлі.

## Ігрова кар'єра
Професійну хокейну кар'єру розпочав 1952 року.
Протягом професійної клубної ігрової кар'єри, що тривала 10 років, захищав кольори команд «Торонто Мейпл-Ліфс», «Чикаго Блекгокс» та низки інших команд нижчих північноамериканських ліг.
Усього провів 288 матчів у НХЛ, включаючи 26 ігор плей-оф Кубка Стенлі.
У 1961 році, граючи за команду «Чикаго Блекгокс», став володарем Кубка Стенлі.